# Entephria borearia
Entephria borearia är en fjärilsart som beskrevs av Louis Beethoven Prout 1914. Entephria borearia ingår i släktet Entephria och familjen mätare. Inga underarter finns listade i Catalogue of Life.